# Plymouthkolonin
Plymouthkolonin, ibland Nya Plymouth eller Plymouth Bay Colony (engelska: Plymouth Colony, New Plymouth) var en engelsk kolonial satsning i Nordamerika från 1620 till 1691. Den första bosättningen i Plymouthkolonin var vid New Plymouth, en plats som tidigare granskats och namngivits av kapten John Smith. Bosättningen, som tjänade som huvudstad i kolonin, är idag den moderna staden Plymouth, Massachusetts. När den var som störst upptog Plymouthkolonin i stort sett hela den sydöstra delen av den moderna delstaten Massachusetts.
Plymouthkolonin grundades av en grupp separatister och anglikaner som tillsammans senare kom att bli kända som pilgrimsfäderna. Plymouthkolonin var, tillsammans med Jamestown i Virginiakolonin, en av de tidigast framgångsrika kolonierna som grundades av engelsmännen i Nordamerika. 

## Historik
Plymouthkolonin var den första betydande permanenta engelska bosättningen i regionen New England. Med hjälp av Squanto, en indian i Patuxetfolket, kunde kolonin fastställa ett fördrag med hövding Massasoit som bidrog till kolonins framgång. Kolonin spelade en central roll i Kung Philips krig, ett av de tidigaste Indiankrigen. Till slut annekterades kolonin av Massachusetts Bay-kolonin 1691.
Trots kolonins relativt korta historia har Plymouth en särskild roll i amerikansk historia. Snarare än att vara företagare som många av bosättarna i Jamestown, flydde en betydande andel av medborgarna i Plymouth religiös förföljelse och sökte en plats att dyrka som de ansåg lämpligt. De sociala och rättsliga systemen i kolonin blev nära knutna till sin religiösa övertygelse, liksom den engelska seden. Många av de människor och händelser kring Plymouthkolonin har blivit en del av amerikansk folktro, däribland den nordamerikanska traditionen som är känd som Thanksgiving och monumentet som kallas Plymouth Rock.